# Leighton Clarkson
Leighton Owen Clarkson (* 19. Oktober 2001 in Clitheroe) ist ein englischer Fußballspieler, der beim FC Aberdeen in der Scottish Premiership unter Vertrag steht.

## Karriere

### Verein
Leighton Clarkson kam im Alter von sechs Jahren von den Blackburn Rovers in die Jugendakademie des FC Liverpool. In den folgenden Jahren durchlief er alle Jugendmannschaften der „Reds“. Im Dezember 2019 gab er sein Profidebüt im Viertelfinale des EFL Cup bei einer 0:5-Niederlage gegen Aston Villa, nachdem er für Isaac Christie-Davies eingewechselt wurde. Ein Großteil der ersten Mannschaft nahm zu diesem Zeitpunkt an der Klub-Weltmeisterschaft in Katar teil. In der Saison 2020/21 war Clarkson Stammspieler der U23-Mannschaft. Am 4. Februar 2020 spielte er Teil der jüngsten je eingesetzten Liverpool-Mannschaft der Geschichte im Wiederholungsspiel der 4. Runde des FA Cups gegen Shrewsbury Town das mit einem 1:0-Sieg endete. Im Juli 2020 erhielt er einen langfristigen Profivertrag bei dem Verein. Im Dezember desselben Jahres gab er sein Debüt in der Champions League im Gruppenspiel gegen den FC Midtjylland aus Dänemark.

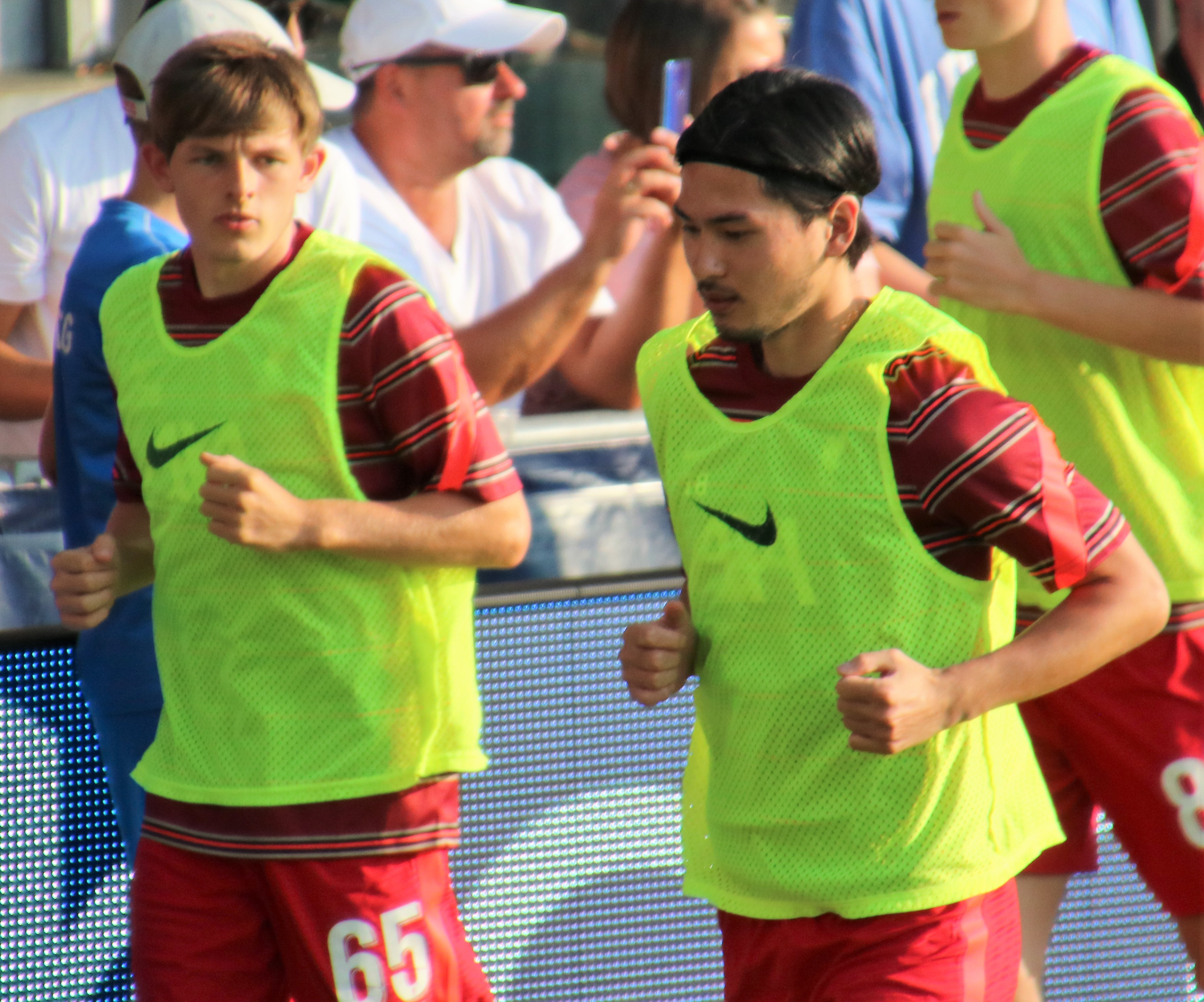
Clarkson beim Warmmachen während eines Spiels des FC Liverpool (2021)

Am 16. August 2021 wurde bekannt gegeben, dass Clarkson sich seinem Heimatverein Blackburn Rovers im Rahmen eines Leihvertrags für eine Saison anschließen wird. Nach sieben Einsätzen in der zweiten englischen Liga, wurde die Leihe im Januar 2022 vorzeitig beendet. Für die Saison 2022/23 folgte eine Leihe nach Schottland zum FC Aberdeen. Clarkson debütierte am selben Tag seiner Verpflichtung für den Verein, nachdem er nach nur 12 Minuten für den verletzten Hayden Coulson eingewechselt wurde. Vor der Halbzeit erzielte er nach einem Schuss aus zwanzig Metern die zwischenzeitliche 3:0-Führung beim 4:1-Heimspielsieg im Pittodrie gegen den FC St. Mirren. In seinem dritten Ligaspiel erzielte Clarkson mit einem 30-Meter-Freistoß das 1:0-Siegtor gegen den St. Johnstone.
Im Juni 2023 wurde Clarkson fest verpflichtet und unterschrieb einen Vierjahresvertrag in Aberdeen.

### Nationalmannschaft
Leighton Clarkson spielte fünfmal für die englische U20-Nationalmannschaft im Rahmen der U20 Elite League. Sein Debüt gab Clarkson bei einem 6:1-Sieg gegen Rumänien.